# 342 Endymion
För andra betydelser, se Endymion (olika betydelser).
342 Endymion eller 1892 K är en asteroid i huvudbältet, som upptäcktes den 17 oktober 1892 av den tyske astronomen Max Wolf. Den har fått sitt namn efter Endymion i en grekiska mytologin.
Asteroiden har en diameter på ungefär 60 kilometer.